# 福地空球虫
福地空球虫（学名：Cenosphaera elysia）为光滑球虫科空球虫属的动物。分布于中太平洋，包括东海等海域。